# Paranthura elegans
Paranthura elegans is een pissebed uit de familie Paranthuridae. De wetenschappelijke naam van de soort is voor het eerst geldig gepubliceerd in 1951 door Robert J. Menzies.